# Styrax (geslacht)
Styrax is een geslacht uit de familie Styracaceae. De soorten komen voor in de warmgematigde tot tropische delen van Azië, in Zuid-Europa, Noord-Amerika, Centraal-Amerika en Zuid-Amerika. Uit sommige soorten wordt de geurige hars benzoë gewonnen.

## Soorten
- Styrax acuminatus Pohl
- Styrax agrestis (Lour.) G.Don
- Styrax americanus Lam.
- Styrax apricus H.R.Fletcher
- Styrax argenteus C.Presl
- Styrax argentifolius H.L.Li
- Styrax aureus Mart.
- Styrax austromexicanus P.W.Fritsch
- Styrax benzoides Craib
- Styrax benzoin Dryand.
- Styrax bicolor Ducke
- Styrax buchananii W.W.Sm.
- Styrax camporum Pohl
- Styrax chinensis H.H.Hu & S.Ye Liang
- Styrax chrysocalyx P.W.Fritsch
- Styrax chrysocarpus H.L.Li
- Styrax confusus Hemsl.
- Styrax conterminus Donn.Sm.
- Styrax crotonoides C.B.Clarke
- Styrax curvirostratus (Svengs.) Y.L.Huang & P.W.Fritsch
- Styrax davillifolius Perkins
- Styrax duidae Steyerm.
- Styrax ellipticus Jungh. & de Vriese
- Styrax excelsus P.W.Fritsch
- Styrax faberi Perkins
- Styrax fanshawei Sandwith
- Styrax ferrugineus Nees & Mart.
- Styrax finlaysonianus Wall. ex G.Don
- Styrax formosanus Matsum.
- Styrax fortunei Hance
- Styrax gentryi P.W.Fritsch
- Styrax glaber Sw.
- Styrax glabratus Schott
- Styrax glabrescens Benth.
- Styrax grandifolius Aiton
- Styrax griseus P.W.Fritsch
- Styrax guaiquinimae (Maguire & Steyerm.) P.W.Fritsch
- Styrax guanayanus Maguire & K.D.Phelps
- Styrax guyanensis A.DC.
- Styrax hainanensis F.C.How
- Styrax hemsleyanus Diels
- Styrax hookeri C.B.Clarke
- Styrax hypargyreus Perkins
- Styrax hypochryseus Perkins
- Styrax incarnatus P.W.Fritsch
- Styrax jaliscanus S.Watson
- Styrax japonicus Siebold & Zucc.
- Styrax lanceolatus P.W.Fritsch
- Styrax lancifolius Klotzsch ex Seub.
- Styrax lasiocalyx Perkins
- Styrax latifolius Pohl
- Styrax leprosus Hook. & Arn.
- Styrax limprichtii Lingelsh. & Borza
- Styrax litseoides J.E.Vidal
- Styrax longipedicellatus Steyerm.
- Styrax macarenensis P.W.Fritsch
- Styrax macrocalyx Perkins
- Styrax macrocarpus W.C.Cheng
- Styrax macrophyllus Schott ex Pohl
- Styrax magnus Lundell
- Styrax maninul B.Walln.
- Styrax martii Seub.
- Styrax microphyllus Perkins
- Styrax neblinae (Maguire) P.W.Fritsch
- Styrax nicaraguensis P.W.Fritsch
- Styrax nui B.Walln.
- Styrax nunezii P.W.Fritsch
- Styrax obassia Siebold & Zucc.
- Styrax oblongus (Ruiz & Pav.) A.DC.
- Styrax obtusifolius Griseb.
- Styrax ochraceus Urb.
- Styrax odoratissimus Champ. ex Benth.
- Styrax officinalis L.
- Styrax omuk B.Walln.
- Styrax pallidus A.DC.
- Styrax panamensis Standl.
- Styrax paralleloneurus Perkins
- Styrax pauciflorus A.DC.
- Styrax pavonii A.DC.
- Styrax pedicellatus (Perkins) B.Walln.
- Styrax pefrit B.Walln.
- Styrax peltatus P.W.Fritsch
- Styrax pentlandianus J.Rémy
- Styrax peruvianus Zahlbr.
- Styrax platanifolius Engelm. ex Torr.
- Styrax pohlii A.DC.
- Styrax porterianus Wall. ex G.Don
- Styrax portoricensis Krug & Urb.
- Styrax prancei P.W.Fritsch
- Styrax racemosus (Cav.) A.DC.
- Styrax radians P.W.Fritsch
- Styrax redivivus (Torr.) L.C.Wheeler
- Styrax rhytidocarpus W.Yang & X.L.Yu
- Styrax ridleyanus Perkins
- Styrax rigidifolius Idrobo & R.E.Schult.
- Styrax rotundatus (Perkins) P.W.Fritsch
- Styrax rubifolius Guillaumin
- Styrax rufopilosus Svengs.
- Styrax rugosus Kurz
- Styrax schultzei Perkins
- Styrax serrulatus Roxb.
- Styrax shiraianus Makino
- Styrax sieberi Perkins
- Styrax sipapoanus Maguire
- Styrax steyermarkii P.W.Fritsch
- Styrax subargenteus Sleumer
- Styrax suberifolius Hook. & Arn.
- Styrax subpaniculatus Jungh. & de Vriese
- Styrax supaii Chun & F.Chun
- Styrax tafelbergensis Maguire
- Styrax tarapotensis Perkins
- Styrax tomentosus Bonpl.
- Styrax tonkinensis (Pierre) Craib ex Hartwich
- Styrax trichocalyx Perkins
- Styrax trichostemon P.W.Fritsch
- Styrax tuxtlensis P.W.Fritsch
- Styrax uxpanapensis P.W.Fritsch
- 'Styrax vilcabambae (D.R.Simpson) B.Walln.
- Styrax warburgii Perkins
- Styrax warscewiczii Perkins
- Styrax wilsonii Rehder
- Styrax wurdackiorum Steyerm.
- Styrax wuyuanensis S.M.Hwang
- Styrax yutajensis (Maguire) P.W.Fritsch
- Styrax zhejiangensis S.M.Hwang & L.L.Yu